# Katie Jacobs
Katie Jacobs, est une productrice de télévision et réalisatrice américaine. Avec son mari, Paul Attanasio, elle dirige la société de production Heel and Toe Films, qui produit un certain nombre de séries télévisées diffusées par la chaîne FOX, dont Dr House (House) ou Century City.

## Filmographie

### En tant que productrice

#### Au cinéma
- 1991 : 29th Street
- 1992 : Jeux d'adultes (Consenting Adults)
- 1993 : Fatal Instinct
- 1994 : Rends la monnaie, papa (Getting Even with Dad)
- 1998 : Pas facile d'être papa (A Cool, Dry Place)

#### À la télévision
- 1995 : A Father for Charlie (téléfilm)
- 2000-2001 : Gideon's Crossing
- 2002 : R.U.S./H. (téléfilm)
- 2004-2005 : Century City
- 2004-2012 : Dr House (House)

### En tant que réalisatrice
- 2004-2012 : Dr House (House)
  - 5 épisodes (Demi-prodige, Dernier Espoir, … Dans le cœur de Wilson, Un diagnostic ou je tire, Toucher le fond et refaire surface)

## Distinctions

### Nominations
- Emmy Awards : Meilleure série dramatique pour Dr House (2006, 2007, 2008 et 2009)
- PGA Awards : Meilleure série dramatique pour Dr House (2007 et 2008)